# Косья
Косья́ (рос. Косья) — селище у складі Нижньотуринського міського округу Свердловської області.
Населення — 325 осіб (2010, 512 у 2002).
До 21 липня 2004 року селище мало статус селища міського типу.